# Cantone di Criquetot-l'Esneval
Il Cantone di Criquetot-l'Esneval era una divisione amministrativa dell'arrondissement di Le Havre.
È stato soppresso a seguito della riforma complessiva dei cantoni del 2014, che è entrata in vigore con le elezioni dipartimentali del 2015.
Comprendeva i comuni di
- Angerville-l'Orcher
- Anglesqueville-l'Esneval
- Beaurepaire
- Bénouville
- Bordeaux-Saint-Clair
- Criquetot-l'Esneval
- Cuverville
- Étretat
- Fongueusemare
- Gonneville-la-Mallet
- Hermeville
- Heuqueville
- Pierrefiques
- La Poterie-Cap-d'Antifer
- Sainte-Marie-au-Bosc
- Saint-Jouin-Bruneval
- Saint-Martin-du-Bec
- Le Tilleul
- Turretot
- Vergetot
- Villainville